# Шошин, Владислав Андреевич
Владислав Андреевич Шошин (30 мая 1930, Ленинград — 21 ноября 2008, Санкт-Петербург) — советский и российский поэт, литературовед, доктор филологических наук.

## Биография
Владислав Шошин родился в Ленинграде 30 мая 1930 года. Его отец был старшим научным сотрудником Института физиологии имени И. П. Павлова, а мать работала в Ленгороно. Во время блокады Ленинграда Владислав оставался в городе, его отец погиб на войне. Война и блокада в дальнейшем стали одной из основных тем его творчества.
В 1948 году Владислав Шошин окончил с золотой медалью школу, а в 1953 году — филологический факультет ЛГУ. Учился в аспирантуре в Институте русской литературы. В 1958 году защитил кандидатскую диссертацию «Интернациональная тема в творчестве Н. С. Тихонова».
В 1956—1969 и в 1978—2008 годах работал в Институте русской литературы. В 1965 году читал в ЛГУ спецкурс «Введение в литературоведение». В 1965—1979 годах работал в журнале «Аврора» членом редколлегии и заведующим отделом критики, науки и искусства. В 1979 защитил докторскую диссертацию «Взаимодействие национальных литератур».
Занимался защитой памятников русской культуры. Был членом ленинградского отделения ВООПИК. Вместе с Д. М. Балашовым собирал подписи под письмом в ЦК КПСС против сноса церквей в Карелии.
Для лирики Шошина характерны классические ритмы и строгая рифма. Основными темами его произведений являются природа родного края, проблемы молодёжи и Великая Отечественная война. В 2008 году вышел его сборник стихов «Победа, ты навеки с нами», посвящённый 60-летию Победы.
Умер в Санкт-Петербурге 21 ноября 2008 года. Похоронен на Волковом (Лютеранском) кладбище.

## Творчество
Первое стихотворение Владислава Шошина было опубликовано в 1946 году в газете «Ленинские искры». В 1955 году вышел его первый сборник стихов «Песни в пути», который был положительно встречен критиками. К концу 1950-х годов стихи Шошина печатались в ленинградских изданиях, в журналах «Огонёк», «Молодая гвардия», «Звезда» и «Нева». В 1960 году он стал членом Союза писателей СССР.

## Сочинения
- Николай Тихонов. Л., 1960 (М., 1988);
- Героям-тихоокеанцам. Владивосток, 1966;
- Развернутым фронтом. М., 1967;
- Избр. лирика М., 1967;
- Век рождения. Л., 1972;
- Снегириная заря. Л., 1973;
- Вороний камень. М., 1975;
- Тропой весенних журавлей. М., 1975;
- Открытие мая. М., 1977;
- Стихотворения. Л., 1979;
- Вставайте на рассвете! М., 1980;
- Ленинградская симфония. Л., 1983;
- Вечной молодости свет. М., 1985;
- Поэт Александр Прокофьев. Л., 1965;
- Поэт и мир. Л., 1966;
- Гордый мир. М., 1966;
- Николай Тихонов. Л., 1960;
- Летопись дружбы. Л., 1971;
- Поэт романтического подвига. Л., 1976; 2-е изд. 1978;
- Интернационалисты — мы! Л., 1982;
- В Пушкинском Царском селе. СПб., 1999;
- Николай Заболоцкий и Грузия. СПб., 2004;
- Победа, ты навеки с нами! СПб., 2005.